# Пиге, Мишель
Мишель Пиге (фр. Michel Piguet; 30 апреля 1932, Женева — 2004) — швейцарский гобоист.
Окончил Женевскую консерваторию, затем учился в Париже, в том числе у композиторов Оливье Мессиана и Марселя Деланнуа. В 1961—1964 гг. первый гобой Оркестра Тонхалле. Затем сосредоточился преимущественно на исполнении барочного и иного старинного репертуара, в том числе на исторических инструментах. В 1964 г. при поддержке флейтиста Раймона Мейлана основал цюрихский ансамбль старинной музыки «Ричеркар», в составе которого участвовал в записях произведений Гильома де Машо, Гильома Дюфаи и др. Записал также концерты Вольфганга Амадея Моцарта (с Академией старинной музыки Кристофера Хогвуда) и Антонио Вивальди, сонаты Иоганна Себастьяна и Карла Филиппа Эммануила Бахов, Франческо Джеминиани, Джованни Баттиста Саммартини и др. Преподавал в базельской Schola Cantorum.